# 강릉 성씨
강릉 성씨(江陵成氏)는 강원특별자치도 강릉시를 본관으로 하는 한국의 성씨이다. 시조 성척(成戚)은 예빈경을 지낸 송흔적(訟昕迪)의 6대손으로 본성은 송(訟)씨였으나 고려 목종의 휘인 송(訟) 자를 피하여, 그의 할머니 성인 성(成)씨로 고쳤다고 한다.

## 역사
강릉 성씨(江陵 成氏) 시조 성척(成戚)은 예빈경을 지낸 송흔적(訟昕迪)의 6대손으로 본성은 송(訟)씨였으나 고려 목종의 휘인 송(訟) 자를 피하여, 그의 할머니 성인 성(成)씨로 고쳤다고 한다. 그의 할아버지인 송초성(訟硝盛)이 창녕성씨 시조 성인보의 사위임으로 그의 할머니 성을 따라 개성(改姓)한 것이라고, 강릉 성씨 을축보에 기록이 있으나, 창녕 성씨 족보에는 기록이 없다. 강릉 성씨는 일찍이 관향인 강릉에 터를 잡아 누대에 걸쳐 세거해 왔던 것으로 보인다．"강릉성씨 을축보"에 의하면, 3세 성의권(成誼權) 이후에 지금의 강원도 고성을 세거지로 삼고 있으며，5세 성자화(成自和)가 삼척에서 살았다고 한다. 
7세 성선(成善)이 사행，사경，사영, 사윤，사웅 등 4형제를 두었는데, 갑자사화 때 강릉 성씨는 막대한 피해를 입었고 이후 많은 자손들이 창녕 성씨로 흡수되는 비운을 겪었다고 한다. 

## 본관
강릉(江陵)은 기원 전부터 성읍국가인 예맥족(濊貊族)의 예국(濊國)이 있던 지역으로 127년 이후에는 창해(滄海)와 임둔(臨屯)에 속하였다. 313년(고구려 미천왕 14)에 하서랑(河西良) 또는 하슬라(河瑟羅)라 불렸다. 550년(신라 진흥왕 11) 신라의 영토로 편입되었고, 639년(선덕여왕 8) 2월에는 북소경(北小京)을 두었고, 658년(무열왕 5) 말갈족과 인접해 있다는 이유로 소경을 폐지하고 하서주(河西州)로 개편하여 도독을 두었다. 757년(경덕왕 16) 명주(溟州)로 개편하여 명주도독부(溟州都督府)를 두었고 9군 25현을 관할하였다. 936년(고려 태조 19)에는 동원경(東原京)이라 칭하고 임영관(臨瀛館)을 두었다. 그 후 우계(羽谿)‧연곡(連谷)의 두 현을 두었다가, 1260년(원종 1) 공신 김홍취의 고향이라하여 경흥도호부(慶興都護府)로 승격되었다. 1389년(공양왕 1)에는 강릉대도호부(江陵大都護府)가 설치되었다. 1789년(정조 12)에 강릉부가 되었다. 1896년(고종 33) 강릉군으로 개칭하였다. 1931년 강릉면이 강릉읍으로 승격되었고, 1955년 강릉읍‧성덕면‧경포면을 통폐합하여 강릉시로 승격하면서 명주군을 분리시켰다가 1995년 강릉시와 명주군을 강릉시로 통합하였다.

## 인구
2000년 통계청 인구조사에서 1,061가구, 3,305명으로 조사되었다.